# Дреймане, Айна Яновна
Айна Яновна Дреймане (латыш. Aina Dreimane; 1935 — ?) — мастер машинного доения колхоза «Адажи» («Пабажи») Рижского района Латвийской ССР, Герой Социалистического Труда.
Родилась в 1935 году в Латвии. Член КПСС с 1971 г.
Окончила Саулкрастскую среднюю школу.
С 1949 года работала в полеводческой бригаде, с 1952 года — на животноводческой ферме колхоза имени Н. Баумана.
С 1969 года — доярка, мастер машинного доения колхоза «Пабажи» Рижского района Латвийской ССР (ныне — Адажского края Латвии) (в 1982 г. присоединён к колхозу «Адажи»). Приняла группу у матери. Надаивала свыше 6 тысяч кг молока в среднем от каждой коровы.
Указом Президиума Верховного Совета СССР от 8 апреля 1971 года за выдающиеся успехи, достигнутые в развитии сельскохозяйственного производства и выполнении пятилетнего плана продажи государству продуктов животноводства, присвоено звание Героя Социалистического Труда с вручением ордена Ленина и золотой медали «Серп и Молот»..
Работала в колхозе «Адажи» (в 1986 г. преобразован в агрофирму) до выхода на пенсию.
Депутат Верховного Совета Латвийской ССР 8-11-го созывов (1971—1990). Член ЦК Компартии Латвии.
Заслуженный работник сельского хозяйства Латвийской ССР (1979).
Награждена орденом Трудового Красного Знамени (14.12.1984).